# Henri Charrière
Henri Charrière (Saint-Étienne-de-Lugdarès, Ardèche, Francia; 16 de noviembre de 1906-Madrid, España; 29 de julio de 1973), también conocido como Papillon (mariposa, en francés), fue un escritor, marino y preso francés nacionalizado venezolano, acusado de un crimen que no cometió y sentenciado a trabajos forzados a perpetuidad en las colonias francesas. En su libro titulado Papillon (adaptada al cine en dos ocasiones con el mismo nombre en 1973 y en 2017) cuenta las memorias de su encarcelamiento en una colonia penal, el Centro Penitenciario de Saint Laurent du Maroni, en la Guayana Francesa y posteriormente en la cercana isla del Diablo, sus aventuras tratando de fugarse, sus intentos fallidos, sus amistades y finalmente su libertad.

## Primeros años
Charrière nació en la localidad de Saint-Étienne-de-Lugdarès, Auvernia-Ródano-Alpes. Tuvo dos hermanas mayores. Su madre murió en 1917, cuando Henri tenía casi once años, catorce años antes de su reclusión. En 1923, con diecisiete años, se alistó en la Armada Francesa, y sirvió durante dos años. Tras abandonar la marina, Charrière se convirtió en un miembro de los bajos fondos de París, y se casó con una mujer francesa.

## Reclusión
Charrière fue condenado a trabajos forzados a perpetuidad el 26 de octubre de 1931 tras ser acusado del asesinato de un proxeneta, Roland le Petit. Tras una breve estancia como preso en el Centro Penitenciario de Saint Laurent du Maroni en la Guayana Francesa, es trasladado a la cercana isla del Diablo, perteneciente a las islas de la Salvación, donde verdaderamente da comienzo su extraordinaria historia.

## Primera fuga
En 1933 Charrière se fuga con éxito del hospital colonial André-Bouron donde estaba internado, con ayuda de un auxiliar de enfermería amigo suyo, junto a otros dos presos, Clousiot y André Maturette, con quienes navega a lo largo de la costa de Trinidad y Tobago hasta Riohacha, Colombia, travesía durante la que recibe ayuda, entre otros, de una comunidad de leprosos y a la que se unen otros tres fugitivos a los que posteriormente dejan en Colombia, porque estos tuvieron temor de hacer el viaje más largo que Papillon y sus compañeros querían hacer (habían tenido malas experiencias en el mar y temían las tormentas).
Sin embargo, el mal tiempo les impide dejar la costa colombiana y son recapturados y hechos prisioneros. Charrière consigue escapar con la ayuda de otro preso y, tras distanciarse varios días de la prisión, se separan; Charrière llega al poco tiempo a la región de Guajira. Ahí permanece seis meses viviendo en un poblado de nativos buscadores de perlas, donde una joven y su hermana se enamoran de él y se convierten en sus esposas y madres de sus hijos. Allí experimenta la "forma más pura del amor y la belleza", pero llevado por sus deseos de justicia, abandona el poblado en dirección oeste.

## La captura
Sin embargo, la fortuna da un nuevo giro y Charrière es capturado y encarcelado en Santa Marta, para ser transferido posteriormente a Barranquilla donde inesperadamente se reencuentra con Clousiot y Maturette. A pesar de numerosos e increíbles intentos de fuga (uno de los cuales tuvo como resultado la rotura de los arcos de sus pies; [cita requerida] teniendo los pies planos el resto de su vida), Charrière fue incapaz de librarse de las prisiones y es extraditado de nuevo a la Guayana Francesa en 1934 junto a sus dos camaradas.

## Isla de Saint-Joseph
La fuga le costó a Charrière dos años en aislamiento en la isla de Saint-Joseph, tétricamente apodada por los convictos "la devoradora de hombres". Originalmente, los tres fueron sentenciados a cinco años, siendo tres de ellos añadidos por cargos de intento de asesinato a los guardias de los que se deshicieron al escapar del hospital; pero pudieron probar que dichas acusaciones eran falsas, lo que acortó su pena a los mencionados dos años. Sus amigos Clousiot y Maturette corrieron con la misma suerte, que concluyó con la trágica muerte de Clousiot pocos días después de cumplir su pena.
A su salida, Charrière fue transferido a la isla de Royale, donde un informante hizo fracasar un nuevo intento de fuga.
Charrière vuelve a ser condenado a ocho años de aislamiento, una pena a la que le fue casi imposible sobrevivir por su intento de fuga y el posterior asesinato del informador (del que fue exonerado por el atenuante de legítima defensa). Sin embargo fue liberado de su encarcelamiento en solitario después de sólo diecinueve meses, tras arriesgar su vida tratando de salvar a una pequeña niña de nombre Lissette de ahogarse en aguas infestadas de tiburones.

## Fingiendo demencia
Luego, Charrière fingió locura (teniendo algunos típicos síntomas mostrados por algunos locos reales), en un intento de fuga de la isla manicomio, que estaba muy poco vigilada. Fue un momento ideal para la fuga del manicomio, porque después de iniciada la Segunda Guerra Mundial el castigo por intento de fuga fue elevado a la pena de muerte, porque se consideró que además existían cargos de traición a la patria. El fundamento era que si alguien trataba de escapar seguramente estaba tratando de unirse al enemigo. Un loco estaba visto como alguien sin control de sus propias acciones, de ese modo hacía imposible castigarlo por algo —incluida la fuga—. Desafortunadamente, el intento de fuga fallaría y Charrière y su compañero estuvieron cerca de estrellarse contra los acantilados y ahogarse.

## Fuga de la isla del Diablo
Después de "recobrar la cordura", Charrière pide ser transferido a la isla del Diablo (en francés "Île du Diable"), la más pequeña de las tres islas de la Salvación. Las autoridades coloniales estuvieron felices de hacerlo porque de aquella isla rodeada por fuertes corrientes se decía que era imposible escapar. Durante su permanencia en la isla del Diablo, él decide que todos sus intentos de fuga fueron muy complicados. Su nuevo y simple plan sería arrojarse al mar desde los riscos usando una bolsa con cocos como balsa.
En los preparativos iniciales de la fuga, Papillon observa que las olas repiten una particular sucesión. Cada séptima ola parece más grande y fuerte que las otras y que la séptima sería suficiente para empujarlo muy lejos de la isla, hacia alta mar. Después de muchos experimentos con sacos de su peso en cocos, él nombró a la séptima ola Lissette, como a la niña por la que arriesgó su vida para salvarla.
Charrière convence a Sylvain, un compañero convicto, de acompañarlo en la fuga. Él y Sylvain pasan cuatro días y tres noches a la deriva en el mar, flotando en sus bolsas llenas de cocos y sobreviviendo gracias a la pulpa de coco. Por desgracia, Sylvain dejó prematuramente la balsa y se hundió en las fangosas arenas movedizas, desapareciendo cuando las olas mojaron su débil trampa. Estaban a menos de doscientos setenta y cinco metros de la tierra prometida. Charrière esperó hasta que las olas pusieron su balsa en la sólida costa.

## En tierra firme
Habiendo alcanzado tierra firme, Charrière se puso en contacto con un chino mayor de nombre Cuic Cuic. Papillon le hizo saber que el hermano de Cuic Cuic llamado Chang lo ayudó a escapar de la isla del Diablo. Charrière se escondió en el refugio de Cuic Cuic, y juntos (también con la compañía de un amigo armado) escaparon en un bote hacia Georgetown, capital de la Guayana Británica (actual Guyana). Incluso cuando pudo haber vivido en libertad, él y otros cinco luego continuaron por tierra hacia Venezuela, donde fueron capturados y encarcelados en las Colonias Móviles de El Dorado, prisión localizada en El Dorado (un pequeño pueblo minero de oro en la Guayana venezolana que fue llamado así por el mito de la Ciudad del Dorado), donde se sorprendió del trato que recibían los prisioneros, como notó de una manera similar a la que los franceses trataban a los convictos en las galeras del siglo XVIII y XIX.
Charrière fue finalmente puesto en libertad el 18 de octubre de 1945 y al no tener acuerdos de extradición con Francia decidió quedarse en Venezuela. Se asentó en Caracas, donde contrae nupcias con Rita Alcover y se naturalizó como ciudadano venezolano en 1956. Siguió siendo un fugitivo de la justicia francesa hasta que su causa prescribió en 1967 por el paso del tiempo. Según él mismo lo cuenta en su libro "Banco" (la segunda parte de "Papillon"), un miembro del cuerpo de seguridad del general Charles De Gaulle le da la noticia en Caracas antes de una visita del entonces presidente francés a Venezuela y Colombia, pudiendo con el tiempo retomar sus lazos familiares, volver a su Francia natal y conocer a muchos miembros más de su familia, ahora orgullosos del tío aventurero que todos los periodistas querían entrevistar. En 1970 Charrière es indultado por el presidente francés Georges Pompidou y se instaló en la localidad malagueña de Fuengirola, España. En 1972 es contratado como guionista y actor en la película Popsy Pop, protagonizada por Claudia Cardinale y Stanley Baker y dirigida por Jean Herman.
Su muerte ocurrió el 29 de julio de 1973 a los 66 años, en Madrid, debido a un cáncer de garganta, siendo enterrado, según su última voluntad, en el cementerio de Lanas, en Ardèche.

## Obras
Escribió dos novelas autobiográficas.
Serie Papillon
1. Papillon (1969)
2. Banco (1973)

### Papillon

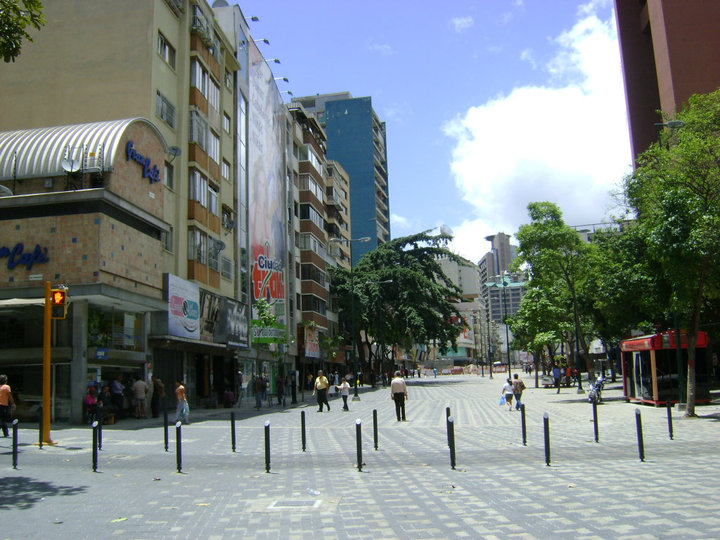
El Gran Café en el Boulevard de Sabana Grande de Caracas.

Papillon detalla sus presuntos y numerosos escapes, intentos de fuga, aventuras y recapturas de su encarcelamiento en 1932 hasta su escape final hacia Venezuela, donde se convirtió en residente en 1945, se casó y luego se nacionalizó en 1956. Se considera que estuvo involucrado en la fundación de varios clubes nocturnos famosos como el "Gambrinus" y "Mi Vaca y Yo" en Baruta así como del restaurante "Le Grand Cafe" (hoy El Gran Café), en el Boulevard de Sabana Grande de Caracas, en cuyas mesas escribió sus memorias. Aún continúa existiendo el referido café, con fotos de Papillon que decoran sus paredes, donde curiosos se deleitan al ver a este legendario personaje sentado en las afueras del boulevard donde acostumbraba fumar un habano y compartir con sus clientes. 
El título del libro es el sobrenombre de Charrière, debido a su tatuaje de mariposa en su hombro izquierdo (papillon quiere decir mariposa en francés) para taparse una Flor de Lis y el número de presidiarios de la isla del Diablo. La veracidad de lo acontecido ha sido cuestionada, aunque el autor, excepto por algunos huecos en su memoria, siempre la defendió. El crítico Morlans argumenta que la obra constituye uno de los mayores hitos de la literatura francesa.
Charles Brunier, un antiguo preso y amigo de Charrière, confesó en el año 2005 que Charrière obtuvo muchas de sus historias de otros reclusos, incluso del mismo Brunier, constituyendo un trabajo más de ficción que una autobiografía. El periodista Gérard de Villiers dedicó un libro de investigación, Papillon épinglé (1970), a demostrar cuánta fábula escondían en realidad sus famosos libros.

### Banco
Banco es la secuela de Papillon, en la que se relata el camino azaroso recorrido por el autor desde su liberación del presidio de El Dorado (Venezuela) hasta su consagración en la literatura mundial, camino tanto o más peligroso que el presidio, en el cual también se relatan muchos pasajes de la situación política en Venezuela en esa época, y de como esto tuvo influencia en la vida de Charrière. Una segunda parte muy digna de ser leída, escrita en el mismo estilo ameno y directo.

## Adaptaciones cinematográficas
- Papillon (1973), película dirigida por el director estadounidense Franklin J. Schaffner, basada en la novela Papillon.[6] Protagonizada por Steve McQueen y Dustin Hoffman.[7]
- Papillon (2017), película dirigida por el director danés Michael Noer, basada en las novelas Papillon y Banco.[8] Protagonizada por Charlie Hunnam y Rami Malek.[9]